# Fristaten Oldenburg
Fristaten Oldenburg var en delstat i Weimarrepubliken. Den upprättades 1918 efter att storhertigen av Oldenburg, Fredrik August II, hade abdikerat till följd av den tyska revolutionen. 

## Befolkningen
Oldenburg hade 1919 en befolkning på 517 765 invånare, varav 421 081 i det egentliga Oldenburg, 45 424 i Lübeck och
51 260 i Birkenfeld.

## Historia

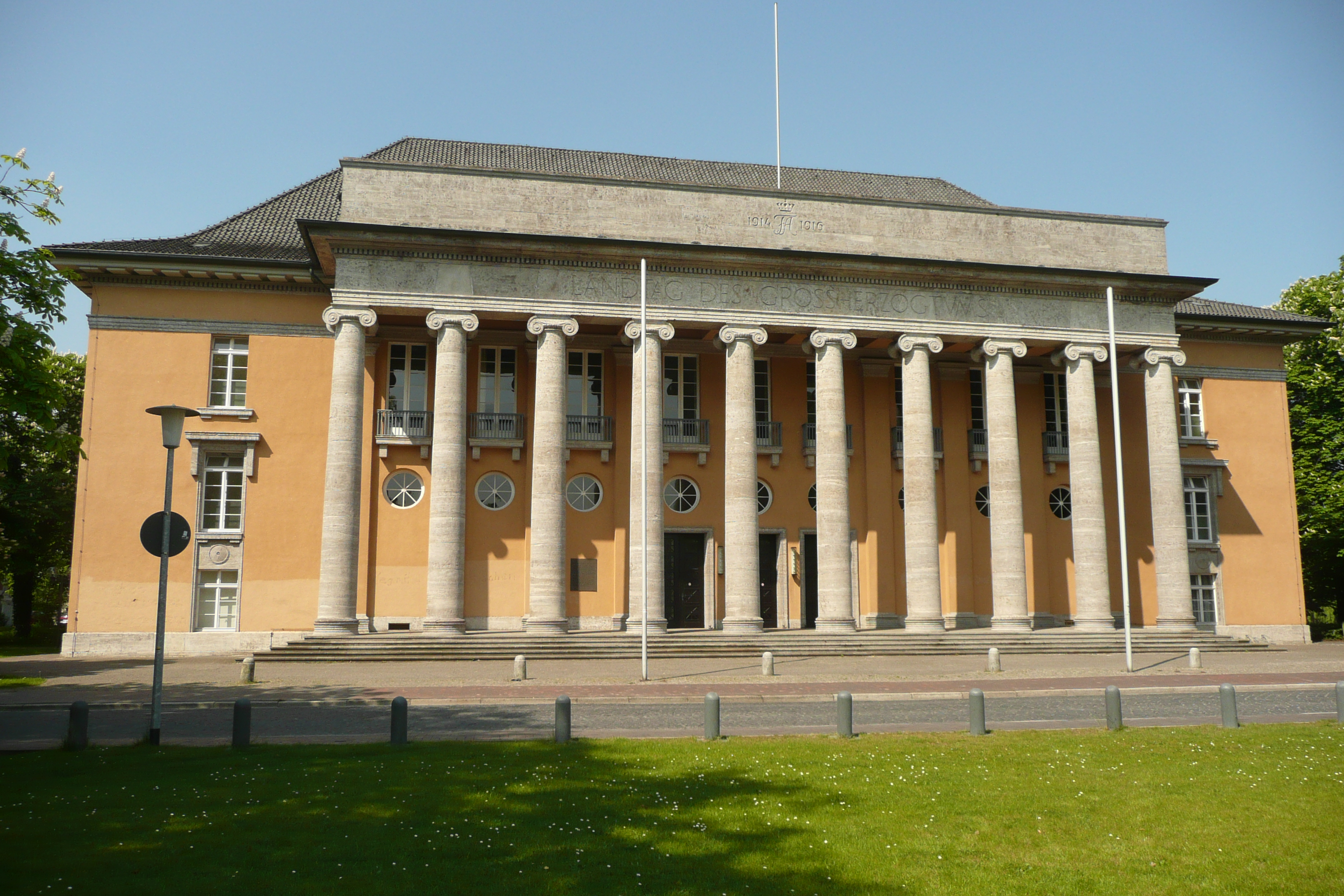
Oldenburgs lantdag.

Under revolutionen avgick storhertig Fredrik August 11 november 1918, varpå Bernhard Kuhnt blev president, tills
majoritetssocialister 11 januari 1919 bildade regering.
Ny författning antogs 17 juni 1919, enligt vilken lagstiftningen tillkom lantdagen och statsministeriet gemensamt och i händelse av deras oenighet folket självt genom allmän omröstning. Lantdagen valde ministerpresident och på hans förslag tre statsministrar, som inte fick samtidigt vara lantdagsmän. Vid misstroendevotum
avgick ministären eller upplöses lantdagen. Denna valdes för 3 år genom allmän, direkt, lika och hemlig röstning av alla 20 år gamla medborgare och hade högst 48 ledamöter. För folkinitiativ i lagstiftningsfrågor samt anordnande av folkomröstning erfordrades begäran av minst 20 000 röstberättigade medborgare.
1937 förlorade fristaten sina exklaver Eutin, nära Östersjökusten i nuvarande Schleswig-Holstein, och Birkenfeld i nuvarande Rheinland-Pfalz till Fristaten Preussen och erhöll istället staden Wilhelmshaven. Detta var dock bara en formalitet då nazistregimen de facto hade avskaffat delstaterna 1934. Genom dessa territoriella förändringar hade Oldenburg en yta av 5 375 km² och 580 000 invånare vid andra världskrigets utbrott 1939. 
1946, efter kriget, blev Fristaten Oldenburg ombildad till den administrativa regionen (Verwaltungsbezirk) Oldenburg, en del av den nya delstaten Niedersachsen, som 1949 blev en del av Västtyskland.